# 未来に向けた前進4.0
未来に向けた前進4.0（みらいにむけたぜんしん4.0、朝鮮語: 미래를향한전진4.0、ミレルルヒャンハンゾンジン4.0）は大韓民国の保守政党。2020年の極短期間存在した。

## 概要
派閥対立によって混乱する正しい未来党から離党した李彦周を中心にして2020年1月19日に結成された。結党大会では「共感と疎通、参加と合意が生きている成熟した民主主義国家の建設を代弁する政党を目指す」とされ、守旧主義からの脱却と自由民主主義体制の守護を基本政策に掲げた。また、党名の「4.0」には新しい時代を開いていくという意味が内包されており、1.0は建国、2.0は産業化、3.0は民主化を意味し、民主化以降に生じた価値観混沌の時代を終えて保守的価値を適切に実現しようとする意志を反映しているとされた。
第21代総選挙で与党の共に民主党に対抗する為、2020年2月17日に同じ右派性向を有する自由韓国党及び新しい保守党と合同して未来統合党（現・国民の力）となり、発足から約1か月で消滅した。